# Brain-sur-l'Authion
Brain-sur-l'Authion là một xã thuộc tỉnh Maine-et-Loire trong vùng Pays de la Loire tây nước Pháp. Xã này nằm ở khu vực có độ cao trung bình 21 mét trên mực nước biển.